# Johnny Jameson
John Charles "Johnny" Jameson (ur. 11 marca 1958 w Belfaście) – północnoirlandzki piłkarz występujący na pozycji pomocnika.

## Kariera klubowa
Jameson seniorską karierę rozpoczynał w 1975 roku w północnoirlandzkim Bangorze. W 1977 roku trafił do angielskiego Huddersfield Town z Division Four. Przez rok rozegrał tam jedno spotkanie. W 1978 wrócił do Irlandii Północnej, gdzie został graczem Linfielda. W 1979 roku zdobył z nim mistrzostwo Irlandii Północnej. Z kolei w 1980 roku zdobył z zespołem Puchar Irlandii Północnej oraz ponownie mistrzostwo kraju.
W 1980 roku Jameson odszedł do Glentorana. Jego barwy reprezentował przez 14 lat. W tym czasie zdobył z klubem 3 mistrzostwa Irlandii Północnej (1981, 1988, 1992), 6 Pucharów Irlandii Północnej (1983, 1985, 1986, 1987, 1988, 1990) oraz 2 Puchary Ligi Północnoirlandzkiej (1989, 1991). W 1994 roku zakończył karierę.

## Kariera reprezentacyjna
W 1982 roku Jameson został powołany do reprezentacji Irlandii Północnej na mistrzostwa świata. Nie zagrał jednak na nich w żadnym meczu. Z tamtego turnieju Irlandia Północna odpadła po drugiej rundzie. W drużynie narodowej Jameson nie rozegrał żadnego spotkania.